# Miss Dependencias Federales
El Miss Dependencias Federales, es un concurso de belleza, cuya finalidad es escoger y preparar la representante de estas islas para el Miss Venezuela; además para la participación de sus candidatas a nivel Internacional.
Cabe mencionar, que las candidatas son designadas directamente por la organización Miss Venezuela, y hasta la fecha, ninguna de sus representantes es nativa de las Dependencias Federales. No obstante, las candidatas seleccionadas para portar esta banda, representan el estado con gran pundonor, con el fin de dejar en alto el
nombre de su gente bella y luchadora.

## Miss Dependencias Federales en el Miss Venezuela
La siguiente lista muestra todas las candidatas que han sido coronadas como Miss Dependencias Federales, y por ende, que han participado en el Miss Venezuela. La primera reina de las islas fue Lourdes Yánez León, Miss Dependencias Federales 1987. Hasta el 2024, han sido coronadas 23 mises como Reinas de la entidad.
Color Clave
- Ganador
- Finalistas
- Semi Finalistas

| Miss D.F. | Candidata                          | Edad        | Procedencia   | Colocación                | Premios                  |
| --------- | ---------------------------------- | ----------- | ------------- | ------------------------- | ------------------------ |
| 1987      | Lourdes Yánez León                 |             | Catia la Mar  | No Clasificó              |                          |
| 1988      | No Compitió                        | No Compitió | No Compitió   | No Compitió               | No Compitió              |
| 1989      | Claudia Pittia Herrán              | 21          |               | No Clasificó              |                          |
| 1990      | Nairobi Cedeño                     |             |               | No Clasificó              |                          |
| 1991      | Gabriela Macrina D´Ippolito        |             |               | No Clasificó              |                          |
| 1992      | Grisel Massó Cásares               |             |               | No Clasificó              |                          |
| 1993      | Marlyare Iselle Yanes Cañas        |             |               | No Clasificó              |                          |
| 1994      | Rosangel Querales Alvarado         | 19          | Porlamar      | No Clasificó              |                          |
| 1995      | Angela Hernández Márquez           | 17          | Guatire       | No Clasificó              |                          |
| 1996      | Carolina Carvalho García           | 18          | La Guaira     | No Clasificó              |                          |
| 1997      | Catalina García Benito             | 21          | Caracas       | Top 8                     |                          |
| 1998      | María Eugenia Bustamante Hernández | 21          | San Cristóbal | No Clasificó              |                          |
| 1999      | Marjorie Lisette de Sousa Rivas    | 19          | Caracas       | 11° Lugar                 |                          |
| 2000      | No Compitió                        | No Compitió | No Compitió   | No Compitió               | No Compitió              |
| 2001      | No Compitió                        | No Compitió | No Compitió   | No Compitió               | No Compitió              |
| 2002      | Sabrina Salemi Nicoloso            | 19          | Caracas       | No Clasificó              |                          |
| 2003      | Paola Sofía Cipriani Huszczo       | 23          | Caracas       | Top 10                    | Mejor Figura             |
| 2004      | Leonor Carolina Suárez Lemmo       | 18          | Caracas       | No Clasificó              |                          |
| 2005      | Sasha Andreína Bolívar Fraiz       | 21          | Caracas       | No Clasificó              |                          |
| 2006      | Marianne Vegas Brandt              | 24          | Caracas       | No Clasificó              |                          |
| 2007      | Antonieta María Lugo Matheus       | 21          | Caracas       | No Clasificó              |                          |
| 2008      | Dayana Andreína Borges Mora        | 18          | Cagua         | No Clasificó              | Miss Internet            |
| 2009      | No Compitió                        | No Compitió | No Compitió   | No Compitió               | No Compitió              |
| 2010      | Axel Carolina López Aldana         | 20          | Caracas       | No Clasificó              |                          |
| 2011      | No Compitió                        | No Compitió | No Compitió   | No Compitió               | No Compitió              |
| 2012      | No Compitió                        | No Compitió | No Compitió   | No Compitió               | No Compitió              |
| 2013      | Andrea Rohrscheib Valera           | 21          | Caracas       | No Clasificó              | Miss Piernas de Diosa    |
| 2014      | No Compitió                        | No Compitió | No Compitió   | No Compitió               | No Compitió              |
| 2015      | No Compitió                        | No Compitió | No Compitió   | No Compitió               | No Compitió              |
| 2016      | No Compitió                        | No Compitió | No Compitió   | No Compitió               | No Compitió              |
| 2017      | No Compitió                        | No Compitió | No Compitió   | No Compitió               | No Compitió              |
| 2018      | No Compitió                        | No Compitió | No Compitió   | No Compitió               | No Compitió              |
| 2019      | No Compitió                        | No Compitió | No Compitió   | No Compitió               | No Compitió              |
| 2020      | No Compitió                        | No Compitió | No Compitió   | No Compitió               | No Compitió              |
| 2021      | No Compitió                        | No Compitió | No Compitió   | No Compitió               | No Compitió              |
| 2022      | No Compitió                        | No Compitió | No Compitió   | No Compitió               | No Compitió              |
| 2023      | Irmar Adrianeth Cabrices Espinoza  | 24          | Caja Seca     | No Clasificó              |                          |
| 2024      | María Valeria Cannavó Balsamo      | 24          | Maracay       | Miss Venezuela World 2024 | Miss Belleza que Florece |

## Miss Dependencias Federales a Nivel Internacional
A pesar de no haber logrado ganar o clasificar en el Miss Venezuela, varias candidatas de las Dependencias Federales lograron participar a nivel internacional como representantes de Venezuela.
Color Clave
- Ganador
- Finalistas
- Semi Finalistas

| Año  | Candidata                  | Participó                     | Sede                | Colocación             |
| ---- | -------------------------- | ----------------------------- | ------------------- | ---------------------- |
| 1987 | Lourdes Yánez León         | Reina Mundial del Banano 1987 | Machala, Ecuador    | No clasificó           |
| 2008 | Dayana Andreína Borges     | Chica HTV 2012                | Caracas, Venezuela  | Top 18                 |
| 2010 | Axel Carolina López Aldana | Miss Caraibes Hibiscus 2010   | Marigot, San Martín | 1º Finalista (2°Lugar) |
| 2010 | Axel Carolina López Aldana | Reina Mundial del Banano 2014 | Machala, Ecuador    | 1º Finalista (3°Lugar) |